# Saint-Paul-d'Izeaux
 Saint-Paul-d'Izeaux  es una población y comuna francesa, en la región de Ródano-Alpes, departamento de Isère, en el distrito de Grenoble y cantón de Tullins.

## Demografía
| 196 | 190 | 156 | 212 | 248 | 295 |
| Para los censos de 1962 a 1999 la población legal corresponde a la población sin duplicidades (Fuente: INSEE [Consultar]) |     |     |     |     |     |